# Remonstrants Gasthuis

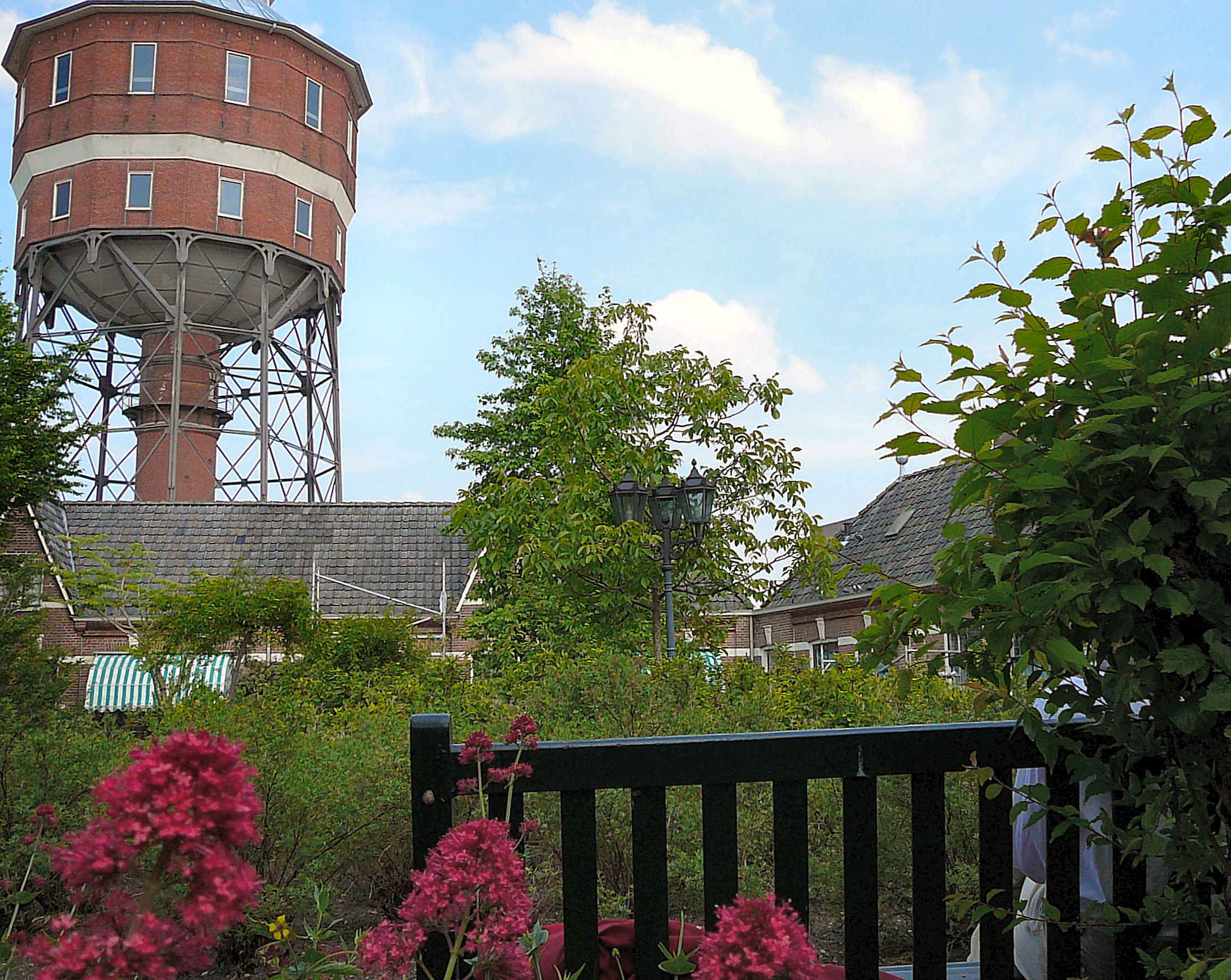
Een deel van de tuin van het Remonstrants Gasthuis.

Het Remonstrants Gasthuis is een hofje en gasthuis in de stad Groningen. Het is een rijksmonument (monumentnr. 485969).

Het gasthuis is gelegen aan de Noorderbinnensingel in de Hortusbuurt, een wijk in Groningen waar meerdere gasthuizen zijn gevestigd.

## Geschiedenis
Het Gasthuis der Remonstrantse Gemeente te Groningen is in 1878 opgericht. Er was in die tijd behoefte aan eigen sociale voorzieningen voor leden van de Remonstrantse Gemeente. Daarom werd geld ingezameld voor een stuk grond, dat toen nog Boteringe Poortenwal heette. De grond werd op 31 mei 1890 aangekocht. De eerste bouwfase van het gasthuis betrof de bouw van 18 woningen. Later kwamen er nog 5 woningen bij op een naastgelegen terrein, dat vrijkwam nadat daar in 1904 een molen in vlammen opging.  
Ook kwam er een toegangspoort, in 1899, door een schenking van enkele leden van de Remonstrantse gemeente. Op de poort staan twee vrouwenfiguren die 'rust' en 'vrede' voorstellen. 

## 20e eeuw
Tussen 1976 en 1980 zijn alle woningen van het gasthuis gerenoveerd. 
Op 2 december 1992 kocht Woningstichting Concordia de woningen van Stichting Gasthuis der Remonstrantse gemeente. De opvolger van Concordia, Woningbouwcorporatie De Huismeesters, is anno 2024 de eigenaar van de woningen. Ze worden als sociale huurwoningen verhuurd. 

## Rozenhof
Het gasthuis heeft een grote binnentuin met een pad met bankjes en vele bomen, struiken, planten en bloemen. Daaronder ook een aantal (stok) rozen, vandaar dat het Remonstrants Gasthuis in de volksmond vaak ook wel Rozenhof wordt genoemd.
Aduardergasthuis ·
Anna Varvers Convent ·
Armhuiszitten Convent ·
Hofje Ceramstraat ·
Corneliagasthuis ·
Doopsgezind Gasthuis ·
Gerarda Gockingahuis ·
Hesselinkstichting ·
Jacob en Annagasthuis · 
Juffer Margarethagasthuis ·
Juffer Tette Alberdagasthuis ·
Jan Luitjensgasthuis ·
Mepschengasthuis ·
Middengasthuis (Kleine Rozenstraat) ·
Middengasthuis (Grote Leliestraat) ·
Latteringe Gasthuis ·
Pelstergasthuis ·
Pepergasthuis ·
Pieternellagasthuis ·
Remonstrants Gasthuis ·
Rustoord ·
Sint Anthonygasthuis ·
Sint Martinusgasthuis ·
Hofje Tellegenstraat ·
Ter Schouw-Van Sanen Stichting ·
Typografengasthuis ·
Ubbenagasthuis ·
Vrouw Fransensgasthuis ·
Vrouw Wilsoors- of Aaffien Olthofsgasthuis ·
Weldadige Stichting Ketelaar-Bos ·
Wytzes- of Schoonbeeksgasthuis ·
Zeylsgasthuis